# 魔髮奇緣
《魔髮奇緣》（英語：Tangled）是一部由美國華特迪士尼製作的電腦動畫電影，第50部華特迪士尼經典動畫長片，於2010年11月24日感恩節在美國上映，並於次年的大年初一（2011年2月3日）在台灣、香港上映。參與這部電影的配音員包括了曼迪·穆尔以及柴克·萊威等人。這部電影的劇情大致上取材自德國格林兄弟所蒐集到的童話故事《長髮姑娘》，使用了歌舞片元素貫穿劇情。
本片片中運用了獨特的視覺藝術風格，並透過電腦成像技術（CGI）和傳統動畫手法的融合來達成該效果，也採取非真實感繪製（NPR）創造出如畫般的視覺。但由於製作團隊在製作過程中遇到技術研發、劇本修改及執導層的人員替換，最後共耗費了6年時間完成、及大約2億6千萬美元的製片成本，這數字使《魔髮奇緣》成為有史以來製作費最高的動畫片，在史上所有電影中也可達前5名。
上映至今，本片的票房收入已達5億9,072萬美元，其中2億來自美加兩國，不僅收回昂貴的製作成本，亦成為賣座電影，同時在影評界及觀眾群中得到良好評價。在2010年代初幾年更獲得奧斯卡最佳原創歌曲獎及第38屆安妮獎等項目的提名。2011年3月29日推出藍光光碟和DVD，2012年推出特別篇短片《魔髮奇緣：大喜之日》，2017年推出迪士尼頻道原創電影《魔髪奇緣：幸福前奏》以及原創影集《魔髮奇緣》。

## 劇情
很久以前，有一滴純淨的陽光滴落地面，長出一朵神奇的花。任何人只要對花唱歌，就能治癒疾病和恢復青春。數百年來，一位名為葛索的老婦用這朵花來保持青春，直到這朵花被士兵找到，並用來治癒懷孕且患病的皇后。皇后生下了一名金髮女嬰樂佩，她的金髮擁有花的魔力，葛索知道後打算偷走頭髮，但若剪下頭髮會使魔力消失，於是葛索綁架女嬰並將她囚禁在與世隔絕的高塔中。她向樂佩謊稱自己是她的母親，並說外界十分危險，不允許樂佩外出。每年樂佩生日，王國會放出成千上萬的天燈，期望能引導失蹤的公主回國。樂佩長久以來自高塔遠望天燈，對此充滿好奇，萌生了想前往一探究竟的夢想。在樂佩滿18歲生日前，她要求葛索能外出並觀看天燈，但葛索不斷拒絕她的請求，還表示外界充滿貪圖她頭髮魔力的壞人。
某日，夢想擁有一座城堡的大盜，費林·雷德，偷了王國城堡裡的公主皇冠
，還背叛與他結夥的鐵刺兄弟。他在逃脫後無意間闖入樂佩的高塔，結果被
樂佩用平底鍋從後打暈，並被藏在衣櫥中。葛索回塔之後，樂佩試圖以
此向她證明自己有能力對付外界的壞人，但葛索仍舊否定了樂佩的想法，要她
絕對不能離開高塔。樂佩只好說服葛索去買一種特殊顏料當自己的生日禮物。葛索離開後，樂佩把費林偷來的皇冠藏起來，並說服費林護送自己去看天燈，並承諾事成之後會把皇冠給他。
兩人離塔之後，費林把樂佩帶進滿是惡棍的醜小鴨酒館，希望能勸退樂佩，但樂佩卻散發魅力，鼓勵這些惡棍追尋自己的夢想。葛索在途中遇到衛隊隊長的白馬坐騎麥西瑪斯，意識到樂佩可能被王國的人找到，便提早返回塔內，她找到被樂佩藏起來的背包和皇冠，以及費林的通緝令，於是便動身追捕兩人。衛兵、麥西瑪斯和葛索都抵達了酒館，樂佩和費林一度逃脫，隨後在水壩下展開戰鬥，他倆被困在遭水淹沒的洞窟中，費林認為自己命不久矣，便透露了自己的本名是尤金，而樂佩也表示自己其實有著唱歌後頭髮會發光的秘密，她隨即意識到這可以用來照明並找到離洞的出路，兩人順利逃脫。另一方面，葛索巧遇了鐵刺兄弟，她亮出從高塔帶出的皇冠，說服了同樣想找費林復仇的兩人合夥。
早上，麥西瑪斯找到費林和樂佩，並試圖逮捕費林，但樂佩表示今天是她的生日，希望雙方休戰。他們進城後一起在王國裡遊玩。晚上她和尤金划船到城外，實現了觀看天燈的夢想，而兩人也發現自己已經墜入愛河。費林瞥見了鐵刺兄弟出現在岸上，便決定將皇冠交出，好讓他們就此收手。但兄弟倆已和葛索設下騙局，使樂佩誤以為費林帶著皇冠拋棄自己逃走了。葛索帶著傷心的樂佩回高塔，而費林則被逮捕並將接受絞刑。 
樂佩回高塔後，認出了王國的國徽，發現自己多年來一直潛意識地將國徽融入自己的畫裡，並察覺自己就是失蹤的公主。樂佩憤怒地向葛索表示自己已經知道自己的身世，但葛索強硬地囚禁了樂佩。另一方面，麥西瑪斯找來酒館的惡棍們救出費林，費林抵達高塔後發現樂佩被葛索綁住，隨後就遭葛索刺傷。
樂佩在情急之下承諾葛索，用治癒費林當作屈服於葛索的交換條件，費林期望樂佩能不再受束縛，便用最後的力氣割斷樂佩的長髮，長髮的魔力消失後，葛索迅速衰老並因此發狂摔落高塔，並在墜地前灰飛煙滅。傷心欲絕的樂佩為費林的死哀悼，她的眼淚低落在費林的臉上，然而這滴淚仍保有魔力，讓費林死而復生。樂佩回到城堡與父王和母后重逢，而費林的罪名也被撤銷，之後他金盆洗手、以本名尤金生活。之後尤金和樂佩結婚，過著幸福快樂的生活。

## 配音员
| 配音                               | 配音                                  | 配音                                    | 配音 | 配音              | 角色                                     |
| 美國                               | 德國                                  | 台灣                                    | 香港 | 中國大陸          | 角色                                     |
| ---------------------------------- | ------------------------------------- | --------------------------------------- | --- | ----------------- | ---------------------------------------- |
| 曼迪·穆尔 戴蘭妮·羅斯·史丁（嬰兒） | 莉珊卓·奈戴兒 皮亞·奧蓋爾（唱）       | 梁心頤 陳秀珠（唱）                     | Angelababy 林可嘉（唱） 溫尤（幼年）                                                                                          | 张喆 李瀟瀟（唱） | 樂佩公主（Rapunzel）                     |
| 柴克·萊威                          | 莫努爾·布萊楚 莫里茲·布雷布奇（唱）   | Darren 古晧（唱）                       | 余文樂 何志文（唱） | 陈喆              | 尤金·費茲柏特「費林雷德」（Flynn Rider） |
| 唐娜·墨菲                          | 莫妮卡·貝倫斯登 克麗絲丁·雷斯爾（唱） | 杜素真 蕭蔓萱（唱）                     | 邵美君 | 李世荣            | 葛索媽媽（Mother Gothel）                |
| 布拉德·加雷特                      | 阿西爾·魯特 伯納特·維皮奇（唱）       | 林谷珍                                  | 駱應鈞 譚錫禧（唱） |                   | 鈎子手（Hook Hand Thug）鉤手流氓         |
| 榮恩·普爾曼                        | 雷尼·馬利克                           | 陳旭昇                                  | 袁富華 |                   | 鐵刺兄弟（Stabbington Brother）鐵刺弟    |
| 傑弗瑞·唐伯                        | 托馬斯·安伯                           | 梁世達                                  | 梁偉基 |                   | 大鼻子（Big Nose Thug）大鼻流氓          |
| 理查德·凱爾                        | 提洛·斯圖米茲                         | 夏治世                                  | 周偉強 |                   | 弗拉米爾（Vlad） 臺灣版是寫佛拉德        |
| M·C·甘內                           | 喬治·亨斯特爾                         | 王希華                                  | 辛偉強 |                   | 衛隊隊長（Captain of the Guard）         |
| 保羅·F·湯普金                      | 弗雷屈克·G·貝克哈爾斯                 | 孫德成                                  | 龍天生 |                   | 老不休（Short Thug）矮流氓               |
| 無                                 | 無                                    | 無                                      | 無 | 無                | 帕斯卡與馬克納辛（Pascal and Maximus）   |
|                                    |                                       | 劉小芸 姜以婕 姜先誠 劉安 曾詩淳 鈕凱暘 | 黎皓宜 鄭家蕙 竺諺鴻 譚漢華 關永利 侯緯濤 余詠翠 李永濠 何智峰 何泳淇 林至泰 李永聰 梁偉強 冼詠儀 區軒瑋 馮志輝 簡健堯 盧芍穎 |                   | 其他                                     |

## 幕后
- 配音工作人員：
  - 臺灣中文版：王景平（導演）、林妙冠（翻譯）、曾詩淳（填詞）、謝文德（音樂監製）
  - 香港粵語版：龍天生（導演）、鄧允賢（翻譯）、鄧卓謙（填詞）、趙增熹及梁偉基（音樂監製）
- 製作人員：
  - 臺灣中文版：景平工作室（製作／錄音室）、古慧宜（創作總監）、Disney Character Voices International Inc. （中文版製作）
  - 香港粵語版：Cinedigit Sound Limited, Watch Music Limited（製作）、 Watch Music Limited（錄音室）、Shepperton International （混音）、Winnie Koo（製作統籌）、Disney Character Voices International Inc. （粵語版製作）
- 中國大陸版：中央電視台譯制，Disney Character Voices International Inc.製作，張喆、陳喆、李世榮等參與配音

## 製作

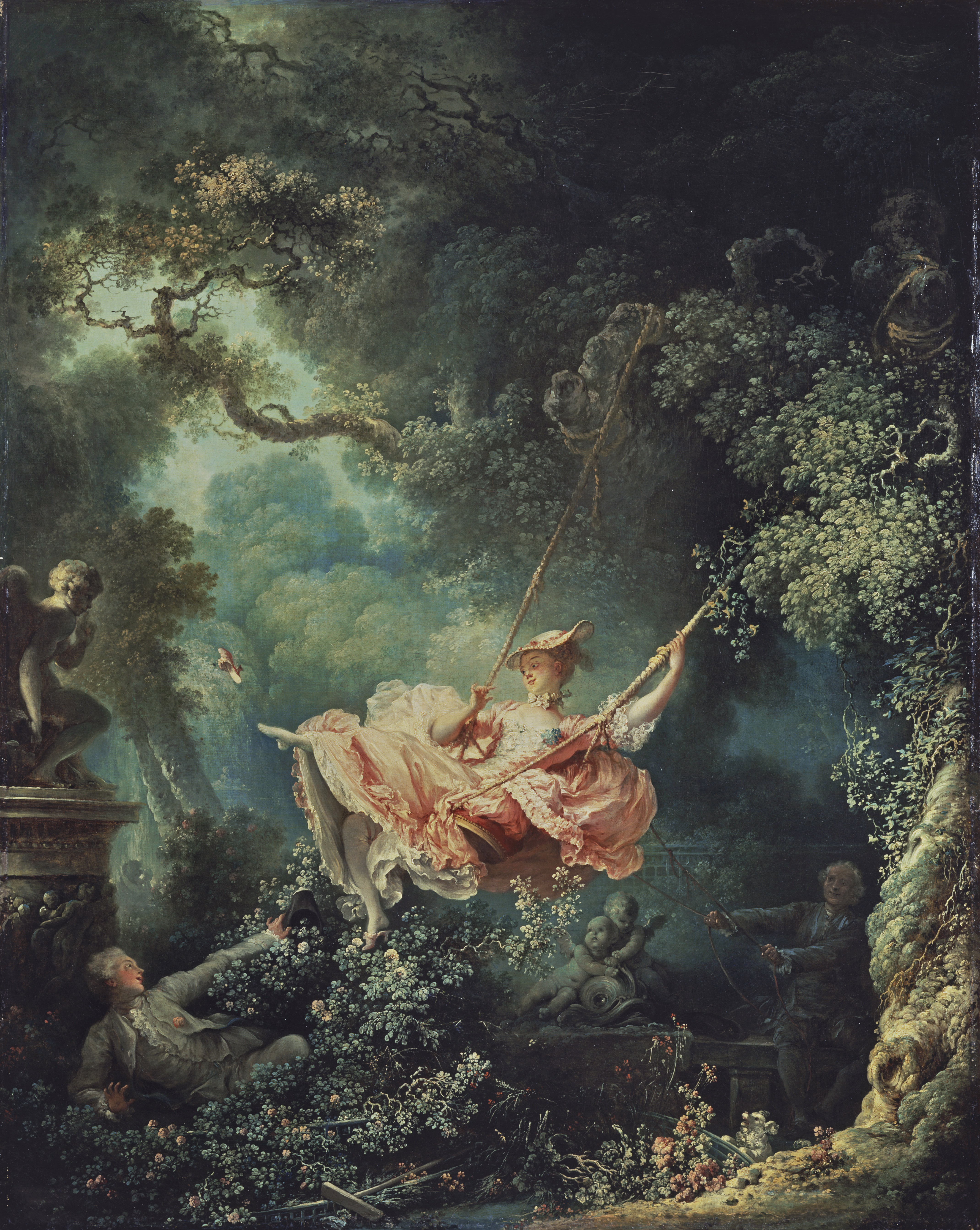
「鞦韆」（1767年）

### 技術
這部電影的畫風取材於法國羅可可時期畫家讓·昂諾列·弗拉戈納爾的作品「鞦韆」（The Swing）。因為最早的導演葛連·基恩想要讓這部3D動畫電影能夠具有傳統迪士尼動畫的手繪風格，所以他曾舉辦了一場叫做「兩個世界的精華」（The Best of Both Worlds）的研討會，邀請到了50位迪士尼重要的動畫家（包括了電腦動畫專家以及傳統畫家）來討論如何分別適當的取捨這兩種風格，才能達到最佳效果。隨著電腦科技的進步，許多過去因電腦技術上的侷限，而無法使用於電腦動畫電影的傳統動畫技術在這部電影中就因此而能夠派上用場。這部電影將會並用當代的電腦動畫以及過去的傳統動畫技術來進行製作。基恩曾經多次聲明他正嘗試讓電腦們「向傳統動畫家們屈膝」，而非讓它們主宰電影中的畫風以及整體外觀。也由於電腦的功能變得比較有彈性，所以基恩所希望達到的「三維動畫法」可以說是在電腦能力所及的範圍之內。不過，當時基恩為了使電影的效果達到一定水準，而所需的許多工具和軟體技術，在本片展開計劃的初期都尚未研發出來，所以迪士尼的製片廠必須要靠自行製作，而這最後也導致了極高的製作成本。
這部電影的動畫用到了非真實感繪製技術（NPR），讓其畫面能夠看起來像是一幅真正的畫，表面雖然看似是用畫筆塗上去的，但卻仍然能夠保有電腦動畫所製成的深度和維度。迪士尼之前的動畫電影《雷霆戰狗》亦是如此。

### 動畫
雖然這部電影的動畫風格以傳統油畫作為代表，但完成電影的主力技術仍是電腦動畫。製作團隊曾說道：「長髮公主的頭髮將會是華美而柔順的，不是具有相片寫實風格的頭髮，而我們正為了達到這個目標嘗試研發新的技術。我將會在電腦動畫中加入手繪的風格，帶給人們溫馨、直觀的感受。」
「為了要獲得靈感，基恩和他的製作團隊決定參考法國羅可可畫家讓·昂諾列·弗拉戈納爾的作品『鞦韆』，嘗試在動畫中加入一種新的『傳統』元素，而那是之前人們從未達到的目標。」
「一個童話故事的世界必須要帶給人們浪漫溫馨、和藹可親的感覺。所以我們可以繪出一顆相同的樹，並將『鞦韆』上那位正在玩耍的女孩複製成3D的形式放上去。而且，不同的是就算你一直盯著它看，也仍然能夠感覺到它的分量。非常的具有藝術性。」
「接下來就是要製作出動畫中的人類角色：要在一筆一畫的紋路間，放入嬌嫩、細緻的細節，並讓它看起來就像是一個體內有血液正在流動的真人。」
這部電影最主要的目標是要讓其角色的動作達到非常的圓潤、滑順，就像以往許多迪士尼的經典動畫一樣。而基恩認為3D動畫師凱爾·史特拉維茲（Kyle Strawitz）是協助傳統畫風和電腦動畫技術結合的大功臣，「他將《白雪公主》裡的房子重造和重繪了一番，讓它看來就像幅會突然開始動的平面繪畫，具備了立體的長寬高，又依然保有水彩筆刷的那種柔軟圓潤的線條。凱爾幫我們捕到了弗拉戈納爾畫中那鞦韆女孩的樣貌…我們也使用了次表面散射（SSS）、全局照明（GI）及所有最新的技術，以努力催生出栩栩如生的人類角色和豐富的劇中場景」。
然而現有的電腦動畫技術在運用上仍持續浮現問題，尤其在樂佩的長髮上更成為挑戰。資深軟體工程師凱莉·華德（Kelly Ward）足足用了6年，寫出能讓頭髮按期望的模樣運動的程式，直到2010年1月時導演層都還不確定樂佩這種長度的頭髮能否有效地活動，而問題到3月才圓滿解決。一套原先為研發的改良版毛髮模擬程式「動態金絲」（Dynamic Wires） 終於在《魔髮奇緣》被動用了。為了讓樂佩的長髮在水中浮動的樣子看起來比較可信、也為了克服其他挑戰，採取了離散微分幾何（DDG）技術來製造所需效果，降低了動畫師們的負擔，而得以更直接地創出這些原需耗時數天才能完成的特效。
而影片中男主角費林·雷德的設計亦非簡單任務，動畫師們在數次大型會議中將男女齊聚一堂、詢問該角應成為什麼樣的人物，而與會者儘管對此議論紛紛、各持己見，但都想避免創造出的男主角在外貌上過於「粗獷」、或是太像一位「奶油小生」。在經過多遍審議後，費林·雷德的樣貌終於縮小至一個概念設計版本，而早期的「粗獷」造型最後演變為之後的作品冰雪奇緣中的角色阿克（Kristoff）。

## 時程
最早在2007年4月時，安妮獎被提名人迪恩·威林斯（Dean Wellins）提出自己將會和葛連·基恩合作導演這部電影。
不過，在2008年10月9日，報導說道基恩（因為健康因素）和威林斯兩人的導演職位卻被現在的内森·格里诺（Nathan Greno）以及拜倫·霍華德兩人取代。他們兩人原本分別是2008年電影《雷霆戰狗》的分鏡畫家以及導演。基恩留下來作為這部電影的監製主管，威林斯則是選擇是製作一些其它的電影。

## 片名

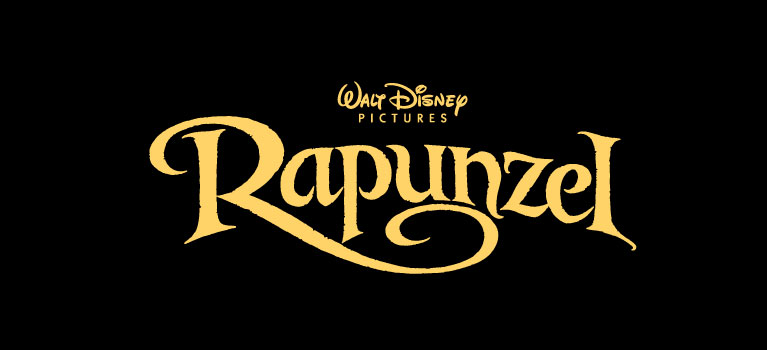
2009年時迪士尼替本片製作的官方宣傳標誌，當時預定片名仍使用「Rapunzel」

有鑑於迪士尼2009年的第49部經典動畫長片《公主與青蛙》獲得了不少的好評，也拿下了約2.7億美元的票房收入，但卻不如迪士尼所預期的情況來得好。迪士尼認為或許是因為標題中「公主」的字樣會使得年輕的男孩對於這部電影產生不大的興趣。 而為了要讓《長髮公主》的市場能夠同時吸引男孩和女孩，迪士尼就將這部電影的英文名稱由「Rapunzel」（直譯就是「長髮公主」的角色名稱「樂佩」）改為「Tangled」（直譯為「一大团毛的」）。同時，迪士尼也在宣傳這部電影時強調了故事中的男主角費林·雷德（Flynn Rider） 但是，一位退休的迪士尼兼皮克斯動畫家弗洛伊德·諾曼說道：「把像『Rapunzel』這樣的經典名稱改為『Tangled』的主意有些愚蠢。」
在歐洲大部分的國家仍採用「Rapunzel」作為電影名稱，並在DVD封面及電影標題畫面中使用。而在原著長髮公主發源地的德國，片名取為，其中副標題的直譯與英文片名「Tangled」同樣意為「一大团毛的」。
在東亞地區，日本版片名為「塔上的長髮姑娘」（塔の上のラプンツェル），韓國版片名為「長髮姑娘」（라푼젤）。

### 人名典故與原著
片中主角樂佩的名字Rapunzel和原著名稱相同。在格林童話原著中，長髮姑娘的母親在懷孕時期非常渴望吃到一種稱之為Rapunzel（另一說法為紅菜頭）的植物。因此長髮姑娘的父親進入巫婆的菜園偷取，被巫婆發現，要脅以嬰孩作為代價，長髮姑娘也因此被命名為Rapunzel，而在《魔髮奇緣》中則被改為具有魔力的太陽花，葛索靠其永保青春，卻被樂佩公主的母親摘去治病。原著中巫婆藉長髮姑娘的長髮攀上沒有出入口的高塔的經典橋段也在電影中出現，電影中呼喚樂佩放下頭髮的方式「Rapunzel, let down your hair」亦是原著中最具代表性的台詞。而最後治癒弗林（尤金）的神奇眼淚也源自原著中長髮姑娘的眼淚治癒王子失明的眼睛的設定。
原著中提及的Rapunzel究竟是什麼植物一直是個謎，但較普遍被認為是洋萵苣，因為此作物在德文中有時會被稱之為Rapunzel。而另一個較普遍被認定的則是桔梗花（德語：Rapunzel-Glockenblume），有些觀眾認為此花和片中的神奇太陽花神似，被猜測是太陽花的靈感與藍本。
至於故事中反派的葛索也遵照原著中的稱呼，在德文中意指過度保護孩子的父母，也和片中的劇情呼應。

## 發行
睡美人《魔髮奇緣》的第一部預告片是於2010年3月1日播出的。

### 票房
《魔髮奇緣》一片的全球票房累積收入為5億90,721,936美元，其中北美2億82萬1,936美元、其他國家3億8,990萬美元。它在全球方面創下以下紀錄：
- 累積票房收入第25高的動畫片（英语：List of highest-grossing animated films）
- 2010年份票房收入第8高的電影、第3高的動畫片（僅次於和《史瑞克快樂4神仙》）
- 第三部躋身2010年前10大影片中的迪士尼製片[18]
- 累積票房收入第6高的迪士尼動畫工作室出品影片（次於《冰雪奇緣》、《動物方城市》、《獅子王》、《海洋奇緣》和《大英雄天團》）[19]

本片的首映會於2010年11月7日、法國全國上映日兩週前在巴黎舉辦，播映場地僅有該市最大電影院——大雷克斯劇院一處。當日售出3,800張票，創下單一電影院的新售票紀錄。全球首週票房約為8,610萬美元，並曾於上映第11週的2011年2月4日至6日間成為全球票房收入最高影片，達2,490萬美元。

#### 北美
《魔髮奇緣》在北美的週三首映票房為1,190萬美元，打破了皮克斯動畫的感恩節前週三票房最高紀錄。上映首週的票房收入為4,880萬美元，僅次於上映首週的4,910萬美元而排行第二、超越了《獅子王》在迪士尼動畫工作室出品中排行第一（但之後紀錄被《無敵破壞王》打破）。週三至週日的感恩節五天連假票房則共計6,870萬美元，再度排進第二。儘管在上映第二週的全週票房，因感恩節連假結束而跌至2,160萬美元（跌了56%），但卻躍升至當週第一。2010年結束時其在美加的累積票房已達2億80萬美元，進入2010年份電影中的前十名內，也是當年第10部北美票房破2億大關的電影，然而達標速度卻是第4慢。不考慮通貨膨脹因素，《魔髮奇緣》是北美票房收入第8高的迪士尼動畫工作室製片，排在《獅子王》（4億2,280萬美元）、《冰雪奇緣》（4億73万美元）、《動物方城市》（3億4,126萬美元）、《海洋奇緣》（2億4,875萬美元）、《大英雄天團》（2億2,252萬美元）、《美女與野獸》（2億1,900萬美元）及《阿拉丁》（2億1,740萬美元）之後。

#### 海外
《魔髮奇緣》上映首週，在北美以外的8個國家或地區賺進約1,740萬美元，排名僅次於《哈利波特—死神的聖物（上）》的1億1,730萬美元而位居第二。2011年內曾三度登上北美海外單週票房第一名。在北美海外2010年全年票房中是第7賣座的電影及第3賣座的動畫片。在北美以外票房收入最高的國家是德國（4,420萬美元），並且是2010年德國最賣座的動畫片，其餘則依次是法國（3,940萬美元）、英國（3,287萬美元）、日本（3,108萬美元）、巴西（2,434萬美元）。

### 評價
《魔髮奇緣》得到相當正面的評價，影評網站爛番茄121則簡易評價中，獲得90%的正面好評，10分得到平均7.6分。而在專業著名影評的「Top Critics」27則評價內，獲得93%的相當良好的好評。總結評價「與迪士尼經典電影相比有段距離，但是《魔髮奇緣》觀感上出色亮眼，屏除掉傳統迪士尼動畫的老教條不提外，是部十足地娛樂佳片。」 另一評論網站Metacritic上取自各著名主流影評，基於33篇影評，滿分100分中平均分數得到72分，正面的評價。
《紐約時報》的影評家A.O. 史考特（A. O. Scott）正面地寫道「迪士尼第50部動畫長片，內外都作了全然地翻修，煥然一新但信念和本質毫無疑問地仍是保守傳統的迪士尼。」。《時代雜誌》的電影影評理查·柯林斯（Richard Corliss）提到本片「韋德斯引進夢工廠動畫插科打諢的喜劇風格，及不合時宜的玩笑」，並稱讚本片達成「混合浪漫、喜劇、冒險和愛情重新詮釋最棒的迪士尼呈現」。《洛杉磯時報》的肯尼斯·杜蘭（Kenneth Turan）在滿分五星中給予四顆星的評價；他認為本片「華麗的電腦動畫，讓豐富的風景和人物看起來比起過去更完美，更加逼真。」。《娛樂周刊》的莉莎·舒瓦茲博寫道：「由英俊王子拯救大局的童話故事已經落伍了，與迷人的盜匪攜手闖天涯才是新流行。」。評論網站《真實評論》的詹姆斯·貝瑞丹利（James Berardinelli）提及本片「娛樂和享受兼具，但缺少突破性。」。詹姆斯表示長髮公主樂佩「不如白雪公主、小美人魚和貝爾來得印象深刻」，連同認為「歌曲也非那麼觸動人心。」。《好萊塢報導》的陶迪·麥卡西（Todd McCarthy）在他的影評開頭寫著「假若迪士尼自我吹捧這第50部動畫長片是最好的一部，本片可與歷年經典動畫並列也不為過，但世界將必會放大檢視本片；《魔髮奇緣》還算是部有趣的新舊動畫技術大雜燴，充分混合藝術層面和商業考量。」。

## 音樂
電影原創歌曲及配樂皆由亞倫·孟肯作曲，葛倫·史雷特寫詞。在電影《修女也瘋狂》的音樂劇官方網站上，亞倫·孟肯的簡介中亦寫道他與史雷特的合作。根據和孟肯的一次訪問中內容，他提到這部電影音樂將偏向於1960年代的搖滾風格，並將之與中世紀樂曲融合，結合創出新的曲風。
| 英文原版                                                                                 | 臺灣中文版                                               | 香港粵語版                                                                        |
| ---------------------------------------------------------------------------------------- | -------------------------------------------------------- | --------------------------------------------------------------------------------- |
| Incantation Song 演唱：Donna Murphy, Mandy Moore                                         | 魔法之歌 演唱：陳秀珠、蕭蔓萱                            | 魔幻咒語 演唱：邵美君、溫尤、林可嘉                                               |
| Mother Knows Best Mother Knows Best Reprise 演唱：Donna Murphy                           | 讓你深刻了解 演唱：蕭蔓萱                                | 媽媽知道 演唱：邵美君                                                             |
| I've Got A Dream 演唱：Brad Garrett, Jeffery Tambor, Mandy Moore, Zachary Levi, Ensemble | 夢想 演唱：陳秀珠、古晧、 林谷珍、梁世達、龍祥輝、謝文德 | 唱出我夢想 演唱：譚錫禧、梁偉基、 黃偉年、梁成德、鄧崇山、 林可嘉、何志文、龍天生 |
| I See the Light 演唱：Mandy Moore, Zachary Levi 演唱（片尾）：Shannon Saunders           | 因為我有你 演唱：陳秀珠、古晧 演唱（片尾）：使用原音     | 心裡全是你 演唱：林可嘉、何志文 演唱（片尾）：使用原音                            |
| When Will My Life Begin When Will My Life Begin Reprise 演唱：Mandy Moore                | 跨出第一步 演唱：陳秀珠                                  | 求可改變 演唱：林可嘉                                                             |
| Something that I Want 演唱：Grace Potter                                                 | 使用原音                                                 | 使用原音                                                                          |

### 發行音樂
電影原聲帶《魔髮奇緣電影原聲帶》於2010年11月16日在美國發行。
- 全碟作曲：亞倫·孟肯
- 全碟填詞：葛倫·史雷特（英语：Glenn Slater）
- 全碟監製：華特迪士尼唱片

| CD       | CD                                                              | CD          | CD        | CD                                            | CD    |
| 曲序     | 曲目                                                            |             | 作曲      | 演出者                                        | 时长  |
| -------- | --------------------------------------------------------------- | ----------- | --------- | --------------------------------------------- | ----- |
| 1.       | When Will My Life Begin 我的人生何時改變                        | 葛倫·史雷特 | 亞倫·孟肯 | 曼蒂·摩爾                                     | 2:32  |
| 2.       | When Will My Life Begin (Reprise 1) 我的人生何時改變（再現部1） | 葛倫·史雷特 | 亞倫·孟肯 | 曼蒂·摩爾                                     | 1:03  |
| 3.       | Mother Knows Best 我最了解                                      | 葛倫·史雷特 | 亞倫·孟肯 | 唐娜·墨菲                                     | 3:10  |
| 4.       | When Will My Life Begin (Reprise 2) 我的人生何時改變（再現部2） | 葛倫·史雷特 | 亞倫·孟肯 | 曼蒂·摩爾                                     | 2:06  |
| 5.       | I've Got a Dream 我有個夢                                       | 葛倫·史雷特 | 亞倫·孟肯 | 布萊德·嘉瑞特 傑夫·泰爾 曼蒂·摩爾 柴克·萊威等 | 3:11  |
| 6.       | Mother Knows Best (Reprise) 我最了解（再現部）                  | 葛倫·史雷特 | 亞倫·孟肯 | 唐娜·墨菲                                     | 1:38  |
| 7.       | I See the Light 因為我有你                                      | 葛倫·史雷特 | 亞倫·孟肯 | 曼蒂·摩爾 柴克·萊威                           | 3:44  |
| 8.       | Healing Incantation 治癒魔咒                                    | 葛倫·史雷特 | 亞倫·孟肯 | 曼蒂·摩爾                                     | 0:54  |
| 9.       | Flynn Wanted 通緝犯費林                                         | 無          | 亞倫·孟肯 | 無                                            | 2:51  |
| 10.      | Prologue 序曲                                                   | 葛倫·史雷特 | 亞倫·孟肯 | 唐娜·墨菲 蒂蘭妮·蘿絲·史汀                    | 2:02  |
| 11.      | Horse With No Rider 無騎師的官馬                                | 無          | 亞倫·孟肯 | 無                                            | 1:57  |
| 12.      | Escape Route 亡命之路                                           | 無          | 亞倫·孟肯 | 無                                            | 1:57  |
| 13.      | Campfire 營火邊                                                 | 無          | 亞倫·孟肯 | 無                                            | 3:21  |
| 14.      | Kingdom Dance 王國之舞                                          | 無          | 亞倫·孟肯 | 無                                            | 2:20  |
| 15.      | Waiting for the Lights 等候光芒                                 | 無          | 亞倫·孟肯 | 無                                            | 2:47  |
| 16.      | Return to Mother 重回母親身旁                                   | 無          | 亞倫·孟肯 | 無                                            | 2:06  |
| 17.      | Realization and Escape 領悟與逃脫                               | 無          | 亞倫·孟肯 | 無                                            | 5:50  |
| 18.      | The Tear Heals 治癒之淚                                         | 無          | 亞倫·孟肯 | 無                                            | 7:37  |
| 19.      | Kingdom Celebration 王國慶典                                    | 無          | 亞倫·孟肯 | 無                                            | 1:50  |
| 20.      | Something That I Want 我想要的                                  | 葛倫·史雷特 | 亞倫·孟肯 | 葛蕾絲·波特                                   | 2:43  |
| 总时长： | 总时长：                                                        | 总时长：    | 总时长：  | 总时长：                                      | 55:49 |

許多歌曲在最後電影的定剪版本並未採用，如“When Will My Life Begin?”（我的生活何時開始？）取代舊的版本“What More Could I Ever Need?”（還有什麼是我需要的？），曼肯表示開場曲曾有五至六首不同的版本。
其他部分，孟肯回應原本有首名為愛情歌曲“You Are My Forever”（你是我的永遠），由老婦葛索以母親的方式唱給樂佩，但之後改為由費林·雷德以浪漫的曲調唱出。正式曲目中，此概念顯然都被“Mother Knows Best”（我最了解）和“Healing Incantation”（治癒魔咒）兩首曲目所取代；而費林·雷德也沒有獨唱的歌曲，僅有和樂佩的情歌對唱“I See the Light”（因為我有你）。

## 獎項
| 獎項                   | 類別                                    | 結果 |
| ---------------------- | --------------------------------------- | ---- |
| 第83屆奧斯卡金像獎     | 最佳原創歌曲獎（I See the Light）       | 提名 |
| 第38屆安妮獎           | 最佳動畫電影                            | 提名 |
| 第38屆安妮獎           | 最佳動畫電影編劇（丹·福吉爾曼）         | 提名 |
| 2010年廣播影評人協會獎 | 最佳動畫片                              | 提名 |
| 2010年廣播影評人協會獎 | 最佳電影歌曲（I See the Light）         | 提名 |
| 第68屆金球獎           | 最佳動畫                                | 提名 |
| 第68屆金球獎           | 最佳歌曲（I See the Light）             | 提名 |
| 2011年英國國家電影獎   | 最佳動畫獎                              | 獲獎 |
| 拉斯維加斯影評人協會獎 | 最佳歌曲獎（I See the Light）           | 獲獎 |
| 鳳凰城影評人協會獎     | 最佳動畫獎                              | 提名 |
| 鳳凰城影評人協會獎     | 最佳原創歌曲獎（I've Got a Dream）      | 提名 |
| 第37屆土星獎           | 最佳動畫電影獎                          | 提名 |
| 2011年青少年票選獎     | 最佳動畫電影配音（薩克利·李維）         | 提名 |
| 英國電影學院兒童獎     | 最佳影片獎                              | 提名 |
| 第54屆葛萊美獎         | 最佳改編影視音樂專輯                    | 提名 |
| 第54屆葛萊美獎         | 最佳影視媒體作品歌曲（I See the Light） | 獲獎 |

## 其他相關作品

### 特別篇
本片的特別篇喜劇短片《魔髮奇緣：大喜之日》長約6分鐘，同樣由納桑·格萊諾和拜倫·霍華德導演，於2012年1月13日上映的《美女與野獸》3D版長片開頭及迪士尼頻道於2012年3月23日播出的《公主與青蛙》片頭公開。
內容描述《魔髮奇緣》正片結束後，樂佩和尤金舉辦皇室婚禮，負責遞戒指進場的麥西瑪斯和帕斯卡不慎把兩人的戒指彈出城堡外。為了將到處亂竄的戒指在新郎新娘套婚戒的程序到來之前逐回，他們趁會場上眾人不注意時衝出城堡，將婚宴場地和小鎮攪的人仰馬翻才取回戒指。當麥西瑪斯和帕斯卡渾身髒亂，卻終於平安將戒指交回主持牧師手中後，麥西瑪斯又不慎撞到巨型的結婚蛋糕，使得大蛋糕連桌滑出儀式會場。

### 電視原創電影
其故事設定發生在電影本篇故事之後，電影短篇《魔髮奇緣：大喜之日》之前，為電視動畫系列的故事序章，於2017年3月10日播出。中國內地2019年1月6日在CCTV-6播映。
敘述樂佩回歸皇宮後已過了六個月，漸漸熟悉跟父母以及王國百姓的生活。在嶄新的日子裡，樂佩與尤金都實現了自己原先的夢想，開始要思考人生的下一個方向。樂佩離開高塔並與父母重逢，現在則開始要學習擔負身為公主的職責，迎接正式的加冕典禮。而尤金如願以償地住在他過去所嚮往的大城堡中，接著開始計畫著要向樂佩求婚，希望能與她一起過上幸福美滿的下半輩子。
但是對生性活潑外向的樂佩而言，拘謹的皇室禮儀與規則讓她感到難以適應，也使樂佩產生了有別於過去高塔生活的束縛感。而由於樂佩被綁走過的過去，國王對她保護可說是嚴謹到有些過頭，即便樂佩要到街道上方放鬆遊玩，也被一大隊士兵包圍，無法自由地與外界接觸。連日的壓力下，樂佩發現她難以壓抑自己對外面世界的憧憬。結果在加冕儀式的晚宴上面對尤金的求婚，那句「一輩子都在城堡裡一起生活」的誓言讓樂佩產生被約束的恐懼，她情急下只好不知所措的逃離。為了重新釐清思緒，在侍女卡珊卓拉（Cassandra）的幫助下，樂佩成功溜出王國，展開一場新的冒險。

### 電視影集
接續《魔髮奇緣：幸福前奏》的故事，講述樂佩與尤金等人在科洛那王國生活的各種趣事。動畫於2017年4月24日於全球的迪士尼頻道播出。

### 音樂劇
將《魔髮奇緣》改編成音樂劇，並增加由亞倫孟肯和格倫·斯萊特作曲的三首歌曲，於2015年11月在迪士尼遊輪的迪士尼魔法號上首演。

### 遊戲
迪士尼互動工作室於2010年11月23日發布遊戲，其中包括Nintendo DS、Wii和PC平台。

## 外部連結
- 官方网站（繁體中文）
- 大卡通資料庫上《Tangled》的資料（英文）

- Metacritic上《魔髮奇緣》的資料（英文）
- Box Office Mojo上《魔髮奇緣》的資料（英文）
- 爛番茄上《魔髮奇緣》的資料（英文）
- AllMovie上《魔髮奇緣》的资料（英文）
- 互联网电影数据库（IMDb）上《Tangled》的资料（英文）
- Yahoo奇摩電影上《魔髮奇緣》的資料（繁體中文）
- 開眼電影網上《魔髮奇緣》的資料（繁體中文）
- 时光网上《魔髮奇緣》的資料（简体中文）
- 豆瓣电影上《魔髮奇緣》的資料 （简体中文）